# Bathyraja diplotaenia
Bathyraja diplotaenia — вид хрящевых рыб рода глубоководных скатов семейства Arhynchobatidae отряда скатообразных. Обитают в умеренных водах северной части Тихого океана. Встречаются на глубине до 1000 м. Их крупные, уплощённые грудные плавники образуют округлый диск со треугольным рылом. Откладывают яйца. Максимальная ширина диска 87,7 см. Не являются объектом целевого промысла.

## Таксономия
Впервые вид был научно описан в 1952 году как Breviraja diplotaenia. Видовой эпитет происходит от слов др.-греч. διπλόος — «двойной» и др.-греч. ταινία — «лента». Голотип представляет собой самца длиной 85 см, пойманного у берегов Хоккайдо. Паратипы: самки длиной 53,7—79,7 см, найденные на рыбном рынке.

## Ареал
Эти скаты являются эндемиками вод Японии (Хоккайдо). Встречаются у края континентального шельфа и в верхней части материкового склона на глубине 100—1000 м.

## Описание
Широкие и плоские грудные плавники Bathyraja diplotaenia образуют ромбический диск с широким треугольным рылом и закруглёнными краями. Позади глаз имеются брызгальца. На вентральной стороне диска расположены 5 жаберных щелей, ноздри и рот. Хвост длиннее диска. На хвосте имеются латеральные складки, расположенные на задней половине. У этих скатов 2 спинных плавника и редуцированный хвостовой плавник. Максимальная зарегистрированная длина 87,7 см.

## Биология
Эмбрионы питаются исключительно желтком. Эти скаты откладывают яйца, заключённые в роговую капсулу с твёрдыми «рожками», оканчивающимися волокнистым концом. Длина капсул составляет 10,6—12 см, а ширина 7,6—7,8 см.
Самцы и самки достигают половой зрелости при длине 64—69 см и 67—70 см, в возрасте 5—6 лет и 5—7 лет соответственно.

## Взаимодействие с человеком
Эти скаты не являются объектом целевого лова. В качестве прилова попадаются при промысле трески и морского ерша. Увеличение интенсивности лова может оказать негативное влияние на численность популяции. Международный союз охраны природы присвоил виду охранный статус «Вызывающий наименьшие опасения».